# Gimnástica Segoviana Club de Fútbol
La Gimnástica Segoviana Club de Fútbol es un club de fútbol español, de la ciudad de Segovia. Fundado el 28 de junio de 1928, hasta el 7 de abril de 2006 se denominó Sociedad Deportiva Gimnástica Segoviana, pero un decreto de la Junta de Castilla y León obligó a la Asamblea a cambiar la denominación originaria del club.Actualmente compite en la  Primera Federación tras ascender el 6 de mayo de 2024, siendo la temporada 2024-25 la primera que el equipo gimnástico dispute en esta categoría.

## Historia[3]
La primera noticia que encontramos sobre fútbol en Segovia data de 1907. Pero el incipiente deporte no cobraría fuerza hasta 1923, año en el que se empezaron a formar equipos: Sporting Club, Racing de Segovia, Internacional, Cañón Club, Conejo Blanco, Ugarte F. C., Deportivo, Stadium, Club de los 25, … Sin embargo, no está claro que fueran sociedades deportivas oficiales. Más bien eran grupos de amigos que se organizaban para jugar de una manera más o menos fija en la explanada de la plaza de toros. También se creó la Sociedad Deportiva de la Academia de Artillería, descendiente de la Sociedad de Sports que apareciera diez años antes, de la que se podía ser socio por una peseta al mes. Ese mismo año se construyó el campo de la Dehesa, acondicionado con infraestructura para poder cobrar una entrada, al contrario que el de Baterías.
El primer club que imitó a la Sociedad Deportiva de la Academia de Artillería, organizándose con reglamento propio y junta directiva fue La Granja F. C., en 1923. Un año después los ciudadanos de la capital imitarían a los de San Ildefonso y aparece la Cultural Deportiva Segoviana. La ciudad contaba, pues, con dos sociedades deportivas, la de la Academia y la Cultural. Sin embargo, este último proyecto fracasó por las dificultades que tenían para potenciar el fútbol, sin un terreno de juego donde entrenar y jugar cuando quisieran, y la Cultural desapareció. En 1927 se intentó refundar la sociedad, pero el proyecto volvió a fracasar.
Acerca de la fundación del club, existen tres versiones diferentes. Una la aporta el diario deportivo Marca en su edición del día 20-III-1973. En ella sugiere que la fundación del equipo fue en 1925, pero sin aportar más datos que fundamenten su versión.
«Segovia, capital de provincia; su equipo representativo es la Sociedad Deportiva Gimnástica Segoviana. Ha jugado muchos años en Tercera División, es un club veterano de la región castellana; dentro de dos años se cumplirán sus bodas de oro (…)»
Otra es la defendida por Jopaeli en el libro Álbum Nacional de Fútbol, publicado en 1947, en la que sitúa dicha fundación en el 28 de junio de 1928.
«Después, como en tantos otros sitios de pequeña población, el haber varios conjuntos, en donde, como en Segovia, la afición todavía no era tan grande como para estar repartida y dar apoyo por igual a los diferentes clubs, alguien sugirió la idea de crear un solo club potente que representase aún más dignamente al fútbol segoviano. Y así salió a la luz su actual club Gimnástica Segoviana, el 28 de junio de 1928, con uniforme de pantalón azul y camiseta azul y grana a rayas anchas verticales, siendo sus principales fundadores don Francisco del Barrio Santos, como presidente; (…) que pronto pudieron lograr un terreno apropiado en el barrio de Chamberí, cerca de la Plaza de Toros, y en aquel mismo año de 1928 fue inaugurado el primer campo cerrado de Segovia (…).»
El uniforme inicial del equipo en sus orígenes fue blanquiverde en líneas oblicuas. El azulgrana se adoptó tras federarse el equipo en 1934 y se vistió por primera vez el 22 de septiembre de 1934 en un partido frente al Imperio F. C., como se recoge en el diario local del día siguiente.
«Ayer, como estaba anunciado, hizo su presentación en el campo de Chamberí el famoso equipo madrileño Imperio F. C. La Gimnástica inauguraba la temporada con todos los honores. Estrenaron una hermosa caseta, estrenaron unas bonitas camisetas roji-azules (…)»
Y la tercera versión es la del propio Francisco del Barrio, quien apareciera citado en el artículo de Jopaeli como primer presidente del club. Él sostiene como año de fundación del mismo el de 1930 y sorprende la cantidad de datos que aporta en su escrito del 6-III-1954 en Vanguardia Segoviana.
«En 1930 surge la Gimnástica Segoviana (…). Es curiosa la fundación de este equipo, que tuvo lugar en la calle José Zorrilla, en la peluquería de Eusebio del Barrio, donde un grupo de aficionados se reunía asiduamente. De los comentarios sobre nuestro deporte surgió la idea, al principio tomada con no mucha seriedad, de la fundación del equipo. No obstante, poco a poco la quimera fuese tornando en realidad propia. Eusebio del Barrio, José María Herrero, Mariano San Frutos, Felipe López y algunos más empezaron a tener fe (…) El primer equipo quedó constituido por Yanguas; Fernández y Otero; Paco, Santamaría y Perico; Sami, Chilín, Carlos, Rodríguez y Álvarez (…)»
De modo que no podemos establecer con exactitud hasta el momento la fundación del club. Sí que podemos afirmar que el hecho se situaría entre 1928 y 1930 y que la voz popular ha tomado como cierta a lo largo de los años la propuesta por Jopaeli: el 28 de junio de 1928.
El 28 de junio de 1932 la Gimnástica Segoviana pudo celebrar la inauguración del campo de Chamberí, del que era propietario, en el paraje del mismo nombre, cercano a la carretera de San Ildefonso. Se jugaron dos partidos entre la Gimnástica Segoviana y el La Granja F. C.: uno entre sus respectivos equipos infantiles y otro entre sus primeros equipos.
Por aquel entonces, el equipo jugaba partidos frente a rivales de la provincia y, en alguna ocasión, de provincias limítrofes. Pero un hecho clave en los inicios del club acontecería en 1934, cuando se federaría a pesar de los riesgos que conllevaba dicha decisión. Obligaciones de calendario y desplazamientos largos podían llegar a poner en peligro un club que había llevado mucho esfuerzo levantar, dado que a esos gastos había que unir la falta de una afición que respaldase ese “paso al frente”.
El estreno de la Gimnástica Segoviana en una competición oficial comenzó el 22 de septiembre de ese mismo año en un partido frente al Imperio F. C. en el que presentó su indumentaria azulgrana en detrimento de la blanquiverde originaria. Hay quienes dicen que dicha camiseta se copió del F. C. Barcelona, mientras que otras versiones sostienen que la idea surgió de un ingeniero suizo que trabajaba en la fábrica Klein y que la diseñó con los colores de la bandera de su cantón. El estreno no fue muy bueno, puesto que perdieron por un rotundo 0-4.
Al haberse federado, durante esos años tuvieron derecho a disputar torneos como el Campeonato Regional Mancomunado de Castilla y el Campeonato de España Amateur. También alternaba dichos campeonatos con partidos amistosos, como el que jugó en 1934 frente al Ávila F. C.. 4-0 para los azulgrana en su primer enfrentamiento.
Por aquel entonces se compuso el primer himno del club, con música del maestro Arteaga y letra, al parecer, de Canales, funcionario municipal y autor de crónicas deportivas.
El mejor equipo de fútbol y el más valiente vive en Chamberí. En la lucha pone el corazón y siempre gana porque juega así. Entra noblemente, dando el pecho, en el sprint correo veloz, marcha hacia la meta por derecho y cuando chuta encuentra siempre el gol…
Aquella parecía una época eufórica para la Gimnástica, que incluso llegó a crear un grupo de teatro. El último partido disputado por los azulgrana antes del estallido de la guerra fue el 13 de julio de 1936, frente al Betis de Madrid.
Comenzada la guerra, la actividad del club durante cuatro años fue nula.
La guerra fue un largo paréntesis para la Gimnástica Segoviana y para el fútbol segoviano en general. Pero tras la finalización de la misma, varios directivos decidieron recomponer el club, solicitando el necesario permiso para convocar a socios y aficionados y tratar con ellos las medidas que se estimasen necesarias. Dicha reunión tuvo lugar el 26 de noviembre de 1939 a las once de la mañana en el reservado del Café de La Unión.
Otro hecho clave fue la publicación de una orden del Consejo Nacional de Deportes por la que se devolvían a las sociedades deportivas los campos que les hubieran sido requisados. La Gimnástica recuperó, por tanto, Chamberí en marzo de 1940, pero únicamente como arrendatario (no como propietario). Y como el Racing Club (unión en 1932 del Castilla y el Racing Club Luises) ya no podía contar con el de Jauja, vendido por sus propietarios, los dos clubs acordaron fusionarse.
En un principio se quisieron llamar Segovia F. C., pero tuvieron que mantener el nombre de Gimnástica Segoviana por dos razones: el Consejo Nacional de Deportes no permitía la creación de nuevas sociedades deportivas y la palabra “Racing” no podía usarse por ser extranjera.
Volvían los amistosos esporádicos, entre los que se llegó a celebrar incluso un partido frente al Atlético de Madrid, que había pasado a llamarse Atlético Aviación. El resultado final fue de 0-10. Ya en 1941 el club se volvió a federar, participando en torneos como la Copa de Primavera y el ya conocido Campeonato de España Amateur. Cuando el equipo era eliminado, la temporada se saldaba jugando partidos amistosos que pudieran seguir entreteniendo a los aficionados.
En 1942 el campo de Chamberí fue adquirido por el Frente de Juventudes. De modo que la Gimnástica Segoviana, que solo era arrendatario, se vio obligada a suspender sus actividades deportivas.
Los trabajos de explanación de los terrenos dieron comienzo en la segunda quincena de abril de 1943. Hacía falta dinero y, con el pertinente permiso, se abrió una suscripción pública. En la lista de suscriptores, encabezada por la Federación Regional Castellana con 1500 pesetas, hubo donativos de 1, de 2, de 3 pesetas…
No obstante, la precariedad de medios no hizo desistir a los gimnásticos y finalmente pudo inaugurarse el campo con un meritorio esfuerzo de los aficionados que derrocharon energía y entusiasmo. En el recuerdo cabe destacar el grupo que a sí mismo se llamaba «el de los cinco amigos», compuesto por José Antonio Yanguas, Francisco del Barrio, Ramón Martínez López-Oliva, Isidoro López y Felipe Barroso, que curiosamente se reunía el día 5 de cada mes, y que pudo ver culminada la obra el 23 de abril de 1944. El campo fue inaugurado mediante un partido entre la Gimnástica Segoviana y el Regimiento Nº41, con resultado de 3-4 para el Regimiento.
El siguiente partido fue mucho más interesante, enfrentando a la Gimnástica Segoviana con el Atlético Aviación (nombre del Atlético de Madrid tras la guerra). Ganaron los madrileños por 0-4, en un partido en el que la Segoviana dio buena imagen pese al resultado.
Meses más tarde, el 3 de septiembre de 1944, sería el Real Madrid C. F. quien visitaría El Peñascal, accediendo a «estrenar» el campo con un enfrentamiento entre ambos clubs. No se podía imaginar mejor inicio para el feudo segoviano. El resultado fue lo de menos: 1-6. La prensa madrileña incluso dio una reseña del partido:
«Fue un fácil encuentro el que tuvo el domingo el Madrid, frente al modesto conjunto segoviano que actualmente está preparándose para participar en la competición de Liga de la Tercera División. Ante el Madrid era de esperar que se viese arrollado, pero no por ello los jugadores locales se mostraron cohibidos. Pusieron combatividad en la lucha contra un enemigo infinitamente superior, que además actuó rápido y compenetrado, ligando buen fútbol durante el constante dominio que sostuvieron a través del encuentro (…) En la Gimnástica, que está actualmente en la formación definitiva de su conjunto, apreciamos un gran valor para el porvenir, en su guardameta Calderón (…) ABC 4-IX-1944»
En la temporada 1944-45 la Gimnástica Segoviana se estrenó en la Tercera División. Jugó encuadrada en el Grupo VI, junto al Real Valladolid, el Salamanca, el Béjar, el Imperio, el Zamora, la Ferroviaria, el Ávila, la Gimnástica Burgalesa y el Palencia. Realizó una temporada aceptable. También jugó la Copa Federación y el Campeonato de Aficionados. Al finalizar estos dos campeonatos, la «sed» de fútbol que tenían los aficionados hizo que se disputaran dos amistosos más. Los seguidores abarrotaron el campo en ambos encuentros: la Gimnástica Segoviana se había ganado, por méritos propios, el favor del pueblo segoviano.
Durante la siguiente campaña, la 1945-46, la Segoviana siguió en Tercera División, en el Grupo VIII, pero con los mismos rivales. En el enfrentamiento en Béjar entre el equipo local y el azulgrana, Radio Segovia realizó la primera retransmisión de un partido de fútbol. Los aficionados, agrupados en torno a los escasos aparatos de radio que entonces había, siguieron masivamente las incidencias del encuentro. Tras una temporada desastrosa, quedó última en la clasificación, pero consiguió salvar la categoría frente al Alas, campeón de Regional.
A partir de la temporada 1946-47, a pesar de los buenos resultados deportivos, las arcas del club no marcharon bien y sus directivos, que habían acudido a tómbolas, rifas, verbenas e incluso una novillada para buscar soluciones, solicitaron al Ayuntamiento la municipalización del campo. El informe elaborado por el grupo de concejales encargados de estudiar el tema, a pesar de parecer muy favorable a la causa, fue desestimado. La Gimnástica hubo de enfrentarse a una situación económica bastante angustiosa, quedando al descubierto incluso con la Federación. El número de socios rondaba los 1400 y las deudas totales del club rondaban las 100 000 pesetas.
En la temporada 1947-48 la Segoviana quedó encuadrada en el Grupo VI. Lo más relevante de esta temporada fue el primer partido del equipo azulgrana jugado sobre hierba. Fue frente al Real Betis Balompié, que tras proclamarse campeón de liga en Primera División en 1935, había ido descendiendo hasta la Tercera División.
El partido se disputó el 14 de diciembre de 1947 en el campo de Heliópolis y nuestros jugadores acusaron ser «novatos» en el juego sobre esta superficie, perdiendo por 6-0.
Uno de los momentos más aciagos en la historia del club sucedió durante las temporadas 1948-49 y 1949-50, en el que la delicada situación económica «ahogó» a la Gimnástica Segoviana.
En la primera de ellas, el equipo quedó emparejado en la primera eliminatoria de Copa frente al Burgos C. F.. En el partido de ida, jugado en tierras burgalesas, el resultado quedó 3-3. En el partido de vuelta, la Segoviana venció por 3-2. Pero una protesta formal hizo que la Gimnástica no pasara la eliminatoria.
El Comité de Competición de la Federación Nacional de Fútbol acordó poner una multa a la Gimnástica Segoviana y darle por perdido el partido que había ganado al Burgos. El asunto armó mucho revuelo en Segovia, e incluso se cursaron telegramas al delegado nacional de Deportes y al presidente de la Federación Nacional de Fútbol, viajaron a Madrid el presidente del club y el gobernador civil, se interpuso recurso,… Pero no se consiguió nada.
El hundimiento deportivo, sumado al fracaso económico arrastrado, hizo que en enero la Junta Directiva reanudara los trámites para la municipalización del campo de El Peñascal, renunciando a los derechos que tenía sobre él.
Lejos de mejorar, los problemas se acrecentaron en la temporada siguiente (1949-50), en la que el equipo no pudo disputar ninguna competición por impago de los derechos a la Federación. El 27 de agosto el club recibió un telegrama de la Federación Regional concediendo 24 horas para efectuar el obligado depósito de garantía.
En total se debían 40 000 pesetas. Se acudió al Ayuntamiento, que concedió 15 000 y a la Diputación, que prometió 5000 más, y la directiva escribió a la Federación ofreciendo esas 20 000 pesetas y pidiendo se aplazaran las restantes hasta que se sacasen de la venta de entradas en los primeros partidos. La Federación se mostró inflexible, exigiendo las 20 000 pesetas y un aval bancario por el valor del resto, lo que no pudo ser atendido.
Su lugar fue ocupado por el Valdepeñas y la Junta Directiva, dispuesta a que la Sociedad se mantuviera en pie, se preparó a organizar partidos como en los viejos tiempos.
Para la temporada 1050-51 se preparó una reestructuración del fútbol español, ampliándose a cinco grupos de dieciséis equipos la Tercera División. La Gimnástica Segoviana pagó los derechos federativos y quedó encuadrada en el Grupo III.
La siguiente temporada, destacó por la incomparecencia ante el Cacereño, que acarrearía tristes consecuencias: se cesó al entrenador y se prescindió de los jugadores madrileños. Pero no sirvió de nada. Tras quedar en la penúltima plaza, la esperanza de los aficionados de mantener el club en Tercera División por la ampliación de ésta a seis grupos, quedaría frustrada. La Federación exigió que se liquidasen todas las deudas que el club tenía con ella, que arrancaban de la incomparecencia en el campo del Cacereño. Pero por no poder hacer frente al pago, tuvo que jugar en Regional.
Para esta nueva andadura en Regional, la Junta Directiva bajó la cuota de socios, dejándola en siete pesetas para los adultos y en tres pesetas para las mujeres y los niños en la temporada 1952-53. La posibilidad de formar un equipo a base de la cantera local empezaba a cobrar fuerza.
El resultado de la campaña fue discreto, pero comenzaron a salir jugadores que apuntaban buenas maneras. La afición no tardó en entrever la posibilidad de un ascenso.
Los partidos amistosos seguían atrayendo equipos interesantes. Así, el 24 de junio de 1953, jugó por primera vez sobre el césped de El Peñascal un equipo extranjero. El partido fue frente al Freiburger Fussball Club alemán y terminó con el resultado de 1-2.
La siguiente temporada se recordará como aquella en la que se consiguió la mayor goleada de la historia en partido oficial: fue el 17 de junio de 1954 frente al Carabanchel. Ninguno de los equipos se jugaba ya nada y el Carabanchel vino a Segovia con sólo nueve jugadores, de los que uno fue expulsado en el primer tiempo y otro hubo de retirarse en la segunda parte por lesión. Resultado: 11-0.
El empeño de la directiva consiguió saldar el balance económico de aquel año con superávit, y la Gimnástica fue invitada a participar en el Campeonato de Liga de Tercera División en la temporada 1954-55. No se dudó en aceptar la propuesta, así que fue adscrita al Grupo XV.
En la campaña 1955-56 una nueva sanción federativa volvió a poner al borde del abismo al equipo azulgrana. Se había jugado el partido Segoviana-Europa Delicias, que ganaron los gimnásticos por 5-2. En el acta arbitral figuraba la alineación, formada en su habitual 3-2-5 por: Callejo; Antón, Polo, Costa; Miranda, Domingo; Navajo, Maíz, Herrera, Saugar, Valentín. Pero resultó que Miranda había sido jugador juvenil del Valladolid, bien conocido de muchos jugadores del Europa. Al no verle en el partido, reclamaron alegando una alineación indebida que fue atendida por el Comité de Competición de la Federación Regional de Fútbol. Dio el partido al Europa y, además, quitó otros dos puntos a la Gimnástica. El equipo no supo recuperarse del golpe y acabó cerrando la clasificación a final de temporada. No obstante, la ampliación a dieciocho del número de equipos que debían formar cada grupo de Tercera División permitió que la Segoviana mantuviera la categoría una temporada más.
Como contrapartida, al final de la temporada 1957-58 se vio abocada a descender de categoría a pesar de quedar en decimocuarta posición, por otra reforma de la estructura futbolística del país. Bajaron los seis últimos equipos de cada grupo. Allí permanecería cuatro temporadas seguidas, llegando incluso a la final del Campeonato de Aficionados en febrero de 1961.
Retornó a Tercera División en la temporada 1961-62 por la puerta grande: como equipo campeón en Regional y con un superávit de 5183 pesetas. De modo que en la asamblea de aquel año se tomó el acuerdo de crear un equipo juvenil.
La Gimnástica Segoviana decidió crear afición y apoyar decididamente el fútbol base segoviano. Para ello formó la Gimnástica B para desplazarla por los pueblos de la provincia y creó el equipo juvenil.
Este último trabajo fue encomendado a Juan Callejo, que ya en 1965 comenzó a trabajar en ello. Para la temporada 1966-67 la Segoviana ya contaba con un equipo juvenil federado, disputando sus partidos en el Grupo D del Campeonato Juvenil Castellano. El sorprendente éxito cosechado por los muchachos se cristalizó con el ascenso en su primera temporada en competición oficial a la Primera Juvenil.
Y la cosa no quedó ahí. La temporada siguiente acabó la primera vuelta como líder e imbatido, contra todo pronóstico. Terminó la campaña en segundo lugar, que daba acceso a jugar la fase de ascenso por el sistema de liga. Su actuación, en cambio, no pasó de discreta.
La Gimnástica aportaba su apoyo al fútbol base y Segovia contaba con tres equipos federados disputando competiciones oficiales:
El primer equipo de la Gimnástica Segoviana en Tercera División, el Club Deportivo Acueducto (fundado en 1930, recuperado en 1939 y 1953, y federado en 1959) en Segunda Regional y los muchachos del juvenil gimnástico, en Primera Juvenil.
Después de ascender Tercera División, con la buena imagen dada en la campaña 1961-62, la Gimnástica disfrutó de ocho temporadas consecutivas en dicha categoría. Se sucedían las temporadas con actuaciones discretas. Incluso la 1967-68 el equipo rozó jugar la liguilla de ascenso, quedando tercero. No faltaron quienes, ante la buena marcha del equipo, temían la posibilidad de ascender, dudando que fuese económicamente rentable jugar en Segunda División. Algunos, incluso, difundieron el rumor de que la Junta Directiva no vería con buenos ojos esta posibilidad, la misma negó rotundamente la veracidad de estos rumores.
Pero dos años después, la Gimnástica Segoviana se toparía con un nuevo descenso a Primera Regional. Allí se encontraría con el C. D. Acueducto, lo que proporcionaría partidos vibrantes a la afición E incluso coqueteó con el descenso durante la temporada 1971-72, en lo que comenzó a ser un «infierno» en regional. Infierno que se prolongaría durante doce temporadas.
La creación de la Regional Preferente entre Tercera División y Primera Regional en 1973, aumentó aún más la angustia gimnástica, al dejar al conjunto segoviano en Primera Regional por su papel mediocre la temporada anterior. Ahora el equipo se encontraba, en un abrir y cerrar de ojos, una categoría más lejos del objetivo de retornar a Tercera División.
Como la situación del club y los rivales que visitarían El Peñascal no auguraban una buena recaudación en taquilla, se adoptó una medida excepcional en la historia del club, que siempre había planeado en el ambiente: se prescindió de jugadores madrileños, que resultaban caros, y se compuso el equipo íntegramente con futbolistas de la cantera para la temporada 1973-74. El resultado sorprendió a propios y extraños: la Gimnástica Segoviana consiguió el ascenso a la Regional Preferente.
Se decidió apostar por el mismo equipo en la siguiente campaña y no defraudaron. Desgraciadamente, la inmunidad de la que gozaban los segundos equipos del Real Madrid, Atlético de Madrid, Rayo Vallecano y Plus Ultra, que no descendían, hizo que la meritoria décima plaza de los chicos no fuera suficiente para eludir la promoción para el descenso. Solo el ascenso del Tomelloso a Tercera División haría eludir a los azulgrana esta posibilidad. Todo se puso en contra y la Gimnástica Segoviana tuvo que jugar la promoción frente al Ávila. El 2-0 en Segovia no fue suficiente para contrarrestar el 4-0 en la ida. Y, como si de una pesadilla se tratara, el club se veía abocado a descender a Primera Regional.
No se perdió la fé y se siguió trabajando en recuperar la categoría, siempre con la posibilidad del ascenso cerca. Se tardaron dos temporadas en lograrlo. Así, en 1977 se retornó a Regional Preferente, alternando los partidos en casa entre el viejo campo de El Peñascal y el recién inaugurado campo de La Albuera. Pero una vez más… fue un retorno fugaz. De nuevo el equipo se dio de bruces con la Primera Regional.
Pero el infierno, terminaría llegando a su fin. Con el advenimiento de la década de los ochenta, la Gimnástica se plantó en Regional Preferente, y esta vez no habría más descalabros. En la temporada 1981-82, tras doce años en el infierno de Regional (8 en Primera y 4 en Preferente), la Gimnástica Segoviana abandonaría esta categoría para siempre.
La Gimnástica ascendió por primera vez a la Segunda División B en el año 1999 aunque descendió aquella misma temporada. La afición criticó duramente a los dirigentes por fichar a jugadores del tipo de Quique Estebaranz (ex del F. C. Barcelona o C. D. Tenerife), demasiado veteranos y poco adecuados a la categoría. El club tuvo que esperar otros 12 años para regresar a Segunda B, en un recordado encuentro final de playoff en Logroño contra la SD Logroñés en el año 2011, bajo la dirección de Francisco Maroto y con un triplete del defensa central Anel. La historia se repite y la Gimnástica desciende automáticamente a Tercera División de España, donde la situación económica del club empeora notablemente.
La temporada 2012-13 el equipo lucha contra viento y marea por 'Volver a Sonreír' y ascender a la Segunda División B, pero cae eliminado en la primera ronda de la Fase de ascenso por el Atlético Granadilla, de modo que la fiesta del 85 Aniversario tuvo que celebrarse enfrentándose a los equipos castellano y leoneses de la Tercera División de España.
Los problemas económicos vuelven a aparecer durante el verano del 2013. Por este motivo, el club retrasa el inicio de la pretemporada con la incertidumbre, hasta el mismo 31 de agosto, de saber si el equipo podría salir a competir. Finalmente, la buena voluntad de los futbolistas y de Santi Sedano permitió a la Sego empezar la temporada contra el C. D. Estructuras Tino (equipo de Burgos) en Tercera División de España con victoria por 0-2.
Tras finalizar el proceso de presentación de candidaturas a la presidencia del club el 12 de junio del 2015, Agustín Cuenca se convertiría en el nuevo presidente el viernes 20 de junio del 2015, sustituyendo al anterior presidente Moisés López.
Una vez finalizada la fase regular de la temporada 2016-17 de Tercera División, el equipo finalizó en primera posición. Su rival en el playoff sería el Atlético Malagueño. En el partido de ida la Gimnástica perdió por un tanto a cero en tierras andaluzas. Pero finalmente se remontó este resultado en Segovia con un 4-0. De esta forma el equipo consumaba su tercer ascenso a la categoría de bronce del fútbol español.
La temporada 17-18 fue la tercera vez en la historia que disputaba la Segunda División B pero como en anteriores ocasiones no pudo mantener la categoría y acabó descendiendo de categoría como 19.º clasificado del grupo I.
La temporada 18-19 en su vuelta a la Tercera División acabó como subcampeón de grupo, pero no pudo ascender en las eliminatorias de ascenso.
La temporada 19-20 en el mes de marzo la competición se suspendió por el brote de la COVID-19, considerada pandemia global. Finalmente la propuesta de la RFEF se aprueba por unanimidad el 6 de mayo, y entre las medidas adoptadas destacan las de finalización del torneo regular dando por definitivas las clasificaciones actuales, la celebración de la promoción de ascenso en formato exprés y la supresión de descensos. Para la promoción de ascenso exprés cada federación territorial designará una sede neutral en la que los cuatro primeros clasificados jugarán dos semifinales y una final a partido único para determinar el equipo que asciende categoría.
La promoción de ascenso se jugó en Palencia en el Estadio Nueva Balastera. Las semifinales se disputaron a las 20:00 el 18 y 19 de julio y la final el 25 de julio.
La Gimnástica acabó como subcampeón del grupo VIII por detrás del Zamora C. F. como en la anterior temporada y en las semifinales de ascenso se enfrentó a la Arandina C. F. 3.er clasificado del grupo, logrando la clasificación por mejor posición en liga tras empatar a 0. En la final no pudo con el Zamora C. F. y perdió 2-1, no consiguiendo el ascenso a Segunda B.
La temporada 2021-22 la RFEF creará una categoría intermedia entre Segunda División y Segunda División B. La nueva categoría se denominará "Segunda B Pro" e incluiría así a cuarenta equipos, con el fin de construir una categoría más competitiva.
El 14 de septiembre de 2020 la RFEF decidió que cambiará para la temporada 2020-21 la denominación de las divisiones que organiza, pasando a denominarse primera, segunda y tercera división de la RFEF, Segunda División B, ‘Segunda B Pro’ y Tercera División.
El 15 de septiembre de 2020 se dieron a conocer las normas reguladoras y bases de competición tanto para la Temporada 2020-21 de Segunda División B y de Tercera División en el que se explica el funcionamiento de la temporada y las medidas a adoptar en caso de problemas derivados de la COVID-19.
El 13 de noviembre de 2022 los socios del club aprobaron la conversión del club en Sociedad Anónima Deportiva autorizando a la junta directiva para que realice el proceso correspondiente, la votación de conversión finalizó con un 70,63 % de los votos a favor.El 20 de diciembre de ese mismo año, la Gimnastica Segoviana presentó oficialmente a su primer equipo femenino.
El día 5 de mayo de 2024 se disputó uno de los partidos más importantes de la historia del club azulgrana. El partido que le enfrentaba al Illescas en la última jornada de liga con victoria local por la mínima en un estadio municipal de la Albuera a rebosar con 3005 espectadores y la derrota del Numancia ante el Cacereño por 5-0 dándose así el “Cacereñazo” e impidiendo que los sorianos ascendiesen de manera directa lo que supuso el ascenso del club gimnástico a la primera federación por primera vez en su historia.

## Datos del club
- Temporadas en Primera División: 0 temporadas
- Temporadas en Segunda División: 0 temporadas
- Temporadas en Primera Federacion: 1 temporada (incluida temporada 2024-25)
- Temporadas en Segunda División B: 3 temporadas
- Temporadas en Segunda Federacion: 3 temporadas
- Temporadas en Tercera División: 55 temporadas
- Participaciones en Copa del Rey: 13 temporadas (incluida temporada 2024-25)
- Temporadas en Regional Preferente: 4 temporadas (creada en la temporada 1973-74 entre la Primera Regional y la Tercera División)
- Temporadas en Primera Regional: 14 temporadas
- Mejor puesto en la liga: 18.º (Segunda División B, temporada 2011-12)
- Peor puesto en la liga: 13.º (Primera Regional, temporada 1971-72)
- Puesto actual clasificación histórica 2.ª B de España: 265
- Puesto actual clasificación histórica 3.ª división de España: 9

INFORMACIÓN:

## Trayectoria histórica
Notas: (Estructura piramidal de ligas en España)

### Resumen estadístico
Actualizado hasta temporada 2023-24.
Nota: En negrita competiciones activas.
| Competición                  | Temp. | P.J. | P.G. | P.E. | P.P. | G.F. | G.C. | D.G.  | Puntos | Mejor resultado |
| ---------------------------- | ----- | ---- | ---- | ---- | ---- | ---- | ---- | ----- | ------ | --------------- |
|                              |       |      |      |      |      |      |      |       |        |                 |
| Primera Federación           |       |      |      |      |      |      |      |       |        |                 |
| Segunda división B           | 3     | 114  | 23   | 35   | 56   | 93   | 167  | - 74  | 104    | 18.º            |
| Segunda Federación           | 3     | 102  | 42   | 29   | 31   | 131  | 113  | +18   | 155    | Campeón (1)     |
| Tercera división             | 54    | 1871 | 860  | 426  | 585  | 3192 | 2480 | + 712 | 2535   | Campeón (4)     |
| Campeonato de España de Copa | 12    | 25   | 7    | 3    | 15   | 29   | 50   | - 18  | 23     | 1/16            |
| Total                        | -     | 2112 | 932  | 493  | 687  | 3445 | 2810 | + 635 | 2817   | 5 Títulos       |
|                              |       |      |      |      |      |      |      |       |        |                 |

- La Segunda División B fue introducida en 1977 como categoría intermedia entre la Segunda División y la Tercera División.
- A partir de la temporada 1995-96 las victorias valen 3 puntos.[11]
- En la temporada 2021-2022 se reestructuraron las categorías del fútbol español pasando a denominarse las categorías no profesionales como 1.ª división RFEF que será el equivalente a la 3.ª categoría, 2.ª división RFEF que será el equivalente a la 4.ª categoría y 3.ª división RFEF que será el equivalente a la 5.ª categoría, desapareciendo Segunda División B.

## Uniforme
La marca que viste a la Gimnástica Segoviana Club de Fútbol es Adidas.
Acogió los colores azul-granate cuando el Fútbol Club Barcelona vistió de forma gratuita al equipo durante varias temporadas.
- Uniforme local: camiseta azul oscuro con el diseño del acueducto en granate, pantalón azul oscuro y medias granate.

| 2019 |

- Uniforme visitante: Camiseta blanca, pantalón y medias según la temporada negros o blancos.

|  | 2019 |

- Tercera equipación: Camiseta, pantalón y medias rojos.

|  |  | 2019 |

### Evolución histórica uniforme titular
| 1932 | 1963 | 2018 | 2019 |

### Indumentaria y patrocinador
| Periodo       | Proveedor                     |
| ------------- | ----------------------------- |
| 20??-2023     | Bandera de Dinamarca · Hummel |
| 2023-presente | Bandera de Alemania           |

| Periodo       | Patrocinador        |
| ------------- | ------------------- |
| 2015-2019     | [ 13 ]              |
| 2019-Presente | Drylock Tecnologies |
| 2021-2024     | BIOAMMO             |
| 2024-presente | Caja Rural          |

## Estadio

Estadio Municipal La Albuera

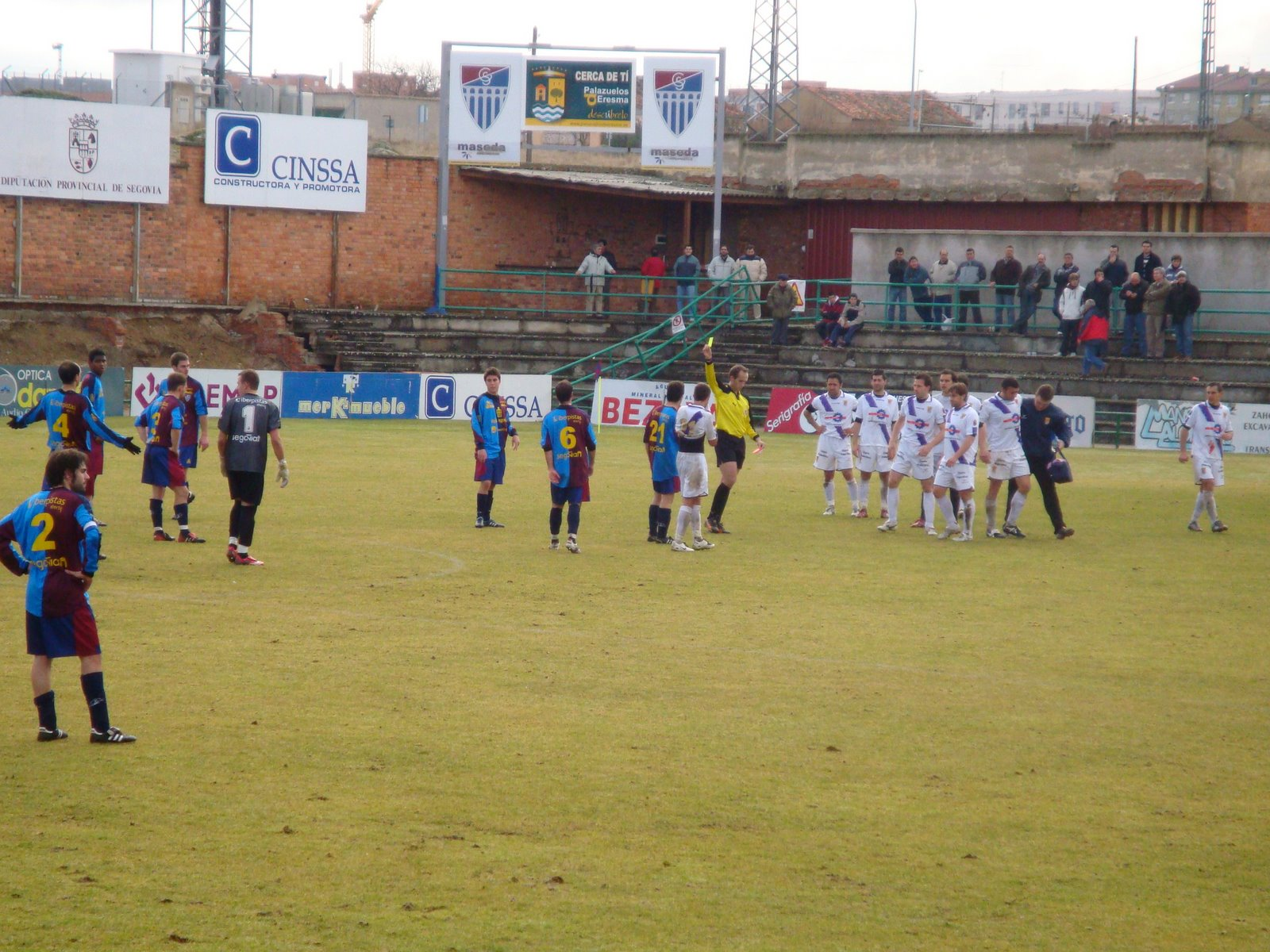

La Gimnástica Segoviana juega sus encuentros como local en el Estadio Municipal de La Albuera, propiedad del Ayuntamiento de Segovia. Fue inaugurado el 27 de junio de 1977, y originalmente su superficie era de tierra, siendo sustituida por césped en 1982. El club juega sus encuentros en La Albuera desde la temporada 1978-79, compartiendo este terreno con el Unami Club Polideportivo que milita en la Primera División Regional de Aficionados.
- Capacidad: 6000 personas.
- Dimensiones: 105x68 metros.

Los anteriores estadios del equipo fueron: 
- La Dehesa: Del 28 de junio de 1928 hasta el 28 de junio de 1932
- Chamberí: Del 28 de junio de 1932 hasta el 23 de abril de 1944
- El Peñascal: Del 23 de abril de 1944 hasta el 27 de junio de 1977.

## Organigrama deportivo

### Plantilla y cuerpo técnico
- Como exigen las normas de la RFEF desde la temporada 2019-20 en 2.ªB y desde la 2020-21 para 3.ª, los jugadores de la primera plantilla deberán llevar los dorsales del 1 al 22, reservándose los números 1 y 13 para los porteros y el 25 para un eventual tercer portero. Los dorsales 23, 24 y del 26 en adelante serán para los futbolistas del filial, y también serán fijos y nominales.
- En 1.ª y 2.ª desde la temporada 1995-96 los jugadores con dorsales superiores al 25 son, a todos los efectos, jugadores del filial y como tales, podrán compaginar partidos con el primer y segundo equipo. Como exigen las normas de la LFP, los jugadores de la primera plantilla deberán llevar los dorsales del 1 al 25. Del 26 en adelante serán jugadores del equipo filial.
- Los equipos españoles están limitados a tener en la plantilla un máximo de tres jugadores sin pasaporte de la Unión Europea. La lista incluye solo la principal nacionalidad de cada jugador.La lista incluye sólo la principal nacionalidad de cada jugador. Algunos de los jugadores no europeos tienen doble nacionalidad de algún país de la UE:

Leyenda
- Canterano: 
- Pasaporte europeo: 
- Extracomunitario sin restricción: 
- Extracomunitario: 

### Altas y bajas 2024-25
| Altas                      | Altas   | Altas     | Altas               | Altas    | Altas    | Altas |
| Jugador                    | Edad    | Posición  | Origen              | Contrato | Tipo     |       |
| -------------------------- | ------- | --------- | ------------------- | -------- | -------- | ----- |
| Ignacio Tellechea          | 28 años | Delantero | C. P. Cacereño      | 2025     | Libre    |       |
| David Martínez, "Davo"     | 24 años | Delantero | Coruxo F. C.        | 2025     | Libre    |       |
| Diego Gómez                | 25 años | Delantero | C. F. Fuenlabrada   | 2025     | Libre    |       |
| Miguel Berlanga            | 24 años | Delantero | Linares Deportivo   | 2025     | Libre    |       |
| Sergi Molina               | 25 años | Defensa   | Hércules C. F.      | 2025     | Cesión   |       |
| Marcel Céspedes (invierno) | 22 años | Defensa   | Nástic de Tarragona | 2025     | Cesión   |       |
| Joshua Farrell (invierno)  | 22 años | Delantero | C.F. Villanovense   | 2026     | Traspaso |       |

| Álvaro García                     | 25 años | Delantero | CP Cacereño             | Libre    |
| Dani Plomer                       | 26 años | Delantero | C. D. Atlético Baleares | Libre    |
| Dani Segovia                      | 40 años | Delantero | C. D. Moscardó          | Libre    |
| Sergio Arévalo                    | 23 años | Defensa   | CP Cacereño             | Libre    |
| David Martínez, "Davo" (invierno) | 24 años | Delantero | U.D. Ibiza              | Traspaso |

## Palmarés

### Campeonatos nacionales
- Segunda Federación (1): 2023-24 (Gr. V).
- Tercera División de España (4): 2003-04 (Gr. VIII), 2005-06 (Gr. VIII), 2016-17 (Gr. VIII) y 2020-21 (Gr. VIII).
- Subcampeón de Tercera División de España (8): 1997-98 (Gr. VIII), 1998-99 (Gr. VIII), 2001-02 (Gr. VIII), 2006-07 (Gr. VIII), 2007-08 (Gr. VIII), 2015-16 (Gr. VIII), 2018-19 (Gr. VIII) y 2019-20 (Gr. VIII).

### Campeonatos regionales
- 1.ª Regional Ordinaria Castellana (1): 1961-62 (Gr. 1).[16]
- Copa RFEF (Fase Regional de Castilla y León) (1): 2011-12.
- Subcampeón de la 1.ª Regional Preferente Castellana (1): 1981-82.[17]
- Subcampeón de la 1.ª Regional Ordinaria Castellana (3): 1958-59 (Gr. 1),[18] 1960-61 (Gr. 1)[19] y 1979-80 (Gr. 1).[20]
- Subcampeón de la Copa RFEF (Fase Regional de Castilla y León) (1): 1998-99.

### Trofeos Amistosos
- Trofeo Pedro Hernández (Segovia) (4): 1985, 1986, 1988 y 1990.
- Trofeo Ciudad de Segovia (2): 1992 y 1994.
- Trofeo Ayuntamiento de Segovia (3): 1998, 2002 y 2004.
- Trofeo Diputación de Segovia (3): 2017,[21] 2021[22] y 2022.[23]
- Trofeo Instituto Municipal de Deportes (5): 2014, 2017, 2019, 2022 y 2024.
- Trofeo Ciudad de Ávila (1): 2017.[24]
- Trofeo San Luis (1): 2017.[25]

### Palmarés de la Gimnástica Segoviana Club de Fútbol "B"
Campeonatos regionales
- Primera División Provincial de Aficionados (1): 2004-05 (Gr. Segovia).[26]
- Subcampeón de la Primera Regional de Castilla y León (1): 1998-99 (Gr. Segovia).[27]

## Clasificación por temporada
| Temporada | División         | Puesto | Copa del Rey |
| --------- | ---------------- | ------ | ------------ |
| 1928-1945 | Regional         | —      |              |
| 1945-46   | Regional         | —      |              |
| 1946-47   | 3.ª (Grupo VII)  | 3.º    |              |
| 1947-48   | 3.ª (Grupo VI)   | 6.º    | 2.ª Ronda    |
| 1948-49   | 3.ª (Grupo IV)   | 13.º   | 3.ª ronda    |
| 1949-50   | Regional         | —      |              |
| 1950-51   | 3.ª (Grupo IV)   | 8.º    |              |
| 1951-52   | 3.ª (Grupo IV)   | 15.º   |              |
| 1952-53   | Regional         | —      |              |
| 1953-54   | Regional         | —      |              |
| 1954-55   | 3.ª (Grupo XV)   | 7.º    |              |
| 1955-56   | 3.ª (Grupo XV)   | 7.º    |              |
| 1956-57   | 3.ª (Grupo XV)   | 10.º   |              |
| 1957-58   | 3.ª (Grupo XV)   | 17.º   |              |
| 1958-59   | Regional         | —      |              |
| 1959-60   | Regional         | —      |              |
| 1960-61   | Regional         | —      |              |
| 1961-62   | Regional         | —      |              |
| 1962-63   | 3.ª (Grupo XIV)  | 10.º   |              |
| 1963-64   | 3.ª (Grupo XIV)  | 6.º    |              |
| 1964-65   | 3.ª (Grupo XIV)  | 5.º    |              |
| 1965-66   | 3.ª (Grupo XIV)  | 4.º    |              |
| 1966-67   | 3.ª (Grupo XV)   | 15.º   |              |
| 1967-68   | 3.ª (Grupo XIV)  | 3.º    |              |
| 1968-69   | 3.ª (Grupo VIII) | 18.º   |              |
| 1969-70   | 3.ª (Grupo VIII) | 18.º   |              |
| 1970-71   | Regional         | —      |              |
| 1971-72   | Regional         | —      |              |
| 1972-73   | Regional         | —      |              |
| 1973-74   | Regional         | —      |              |
| 1974-75   | Regional         | —      |              |
| 1975-76   | Regional         | —      |              |
| 1976-77   | Regional         | —      |              |
| 1977-78   | Regional         | —      |              |
| 1978-79   | Regional         | —      |              |
| 1979-80   | Regional         | —      |              |
| 1980-81   | Regional         | —      |              |
| 1981-82   | Regional         | —      |              |
| 1982-83   | 3.ª (Grupo VII)  | 17.º   |              |
| 1983-84   | 3.ª (Grupo VII)  | 11.º   |              |
| 1984-85   | 3.ª (Grupo VII)  | 7.º    |              |

| Temporada | División                 | Puesto | Copa del Rey |
| --------- | ------------------------ | ------ | ------------ |
| 1985-86   | 3.ª (Grupo VII)          | 5.º    |              |
| 1986-87   | 3.ª (Grupo VIII)         | 10.º   | 2.ª Ronda    |
| 1987-88   | 3.ª (Grupo VIII)         | 9.º    |              |
| 1988-89   | 3.ª (Grupo VIII)         | 7.º    |              |
| 1989-90   | 3.ª (Grupo VIII)         | 13.º   |              |
| 1990-91   | 3.ª (Grupo VIII)         | 14.º   |              |
| 1991-92   | 3.ª (Grupo VIII)         | 7.º    |              |
| 1992-93   | 3.ª (Grupo VIII)         | 7.º    | 2.ª Ronda    |
| 1993-94   | 3.ª (Grupo VIII)         | 6.º    |              |
| 1994-95   | 3.ª (Grupo VIII)         | 6.º    |              |
| 1995-96   | 3.ª (Grupo VIII)         | 8.º    |              |
| 1996-97   | 3.ª (Grupo VIII)         | 8.º    |              |
| 1997-98   | 3.ª (Grupo VIII)         | 2.º    |              |
| 1998-99   | 3.ª (Grupo VIII)         | 2.º    |              |
| 1999-00   | 2.ªB (Grupo I)           | 19.º   | 1/32         |
| 2000-01   | 3.ª (Grupo VIII)         | 4.º    |              |
| 2001-02   | 3.ª (Grupo VIII)         | 2.º    |              |
| 2002-03   | 3.ª (Grupo VIII)         | 7.º    |              |
| 2003-04   | 3.ª (Grupo VIII)         | 1.º    |              |
| 2004-05   | 3.ª (Grupo VIII)         | 3.º    | 1/32         |
| 2005-06   | 3.ª (Grupo VIII)         | 1.º    |              |
| 2006-07   | 3.ª (Grupo VIII)         | 2.º    | 1/16         |
| 2007-08   | 3.ª (Grupo VIII)         | 2.º    |              |
| 2008-09   | 3.ª (Grupo VIII)         | 8.º    |              |
| 2009-10   | 3.ª (Grupo VIII)         | 8.º    |              |
| 2010-11   | 3.ª (Grupo VIII)         | 3.º    |              |
| 2011-12   | 2.ªB (Grupo II)          | 18.º   |              |
| 2012-13   | 3.ª (Grupo VIII)         | 4.º    |              |
| 2013-14   | 3.ª (Grupo VIII)         | 6.º    |              |
| 2014-15   | 3.ª (Grupo VIII)         | 4.º    |              |
| 2015-16   | 3.ª (Grupo VIII)         | 2.º    |              |
| 2016-17   | 3.ª (Grupo VIII)         | 1.º    |              |
| 2017-18   | 2.ªB (Grupo I)           | 19.º   | 1/32         |
| 2018-19   | 3.ª (Grupo VIII)         | 2.º    |              |
| 2019-20   | 3.ª (Grupo VIII)         | 2.º    | 1/64         |
| 2020-21   | 3.ª (Grupo VIII)         | 1.º    | 1/64         |
| 2021-22   | 2.ª RFEF (Grupo I)       | 13.º   | 1/64         |
| 2022-23   | 2.ª RFEF (Grupo V)       | 5.º    |              |
| 2023-24   | 2.ª RFEF (Grupo V)       | 1.º    | 1/64         |
| 2024-25   | 1.ª Federación (Grupo I) | ?.º    | 1/64         |

Leyenda
: Ascenso de categoría
: Descenso de categoría
: Descenso administrativo
: Retirado de la competición

### Participaciones en Copa del Rey
| Temporada | Ronda                | Rival                         | Local               | Visitante   | Global      |  |
| --------- | -------------------- | ----------------------------- | ------------------- | ----------- | ----------- |  |
| 1947-48   | Segunda ronda        | Real Ávila C. F.              |                     | 0-7         | 0-7         |  |
| 1948-49   | Segunda ronda        | Burgos C. F.                  | 3-3 → 3-2 (Segovia) |             | 3-3 → 6-5   |  |
| 1948-49   | Tercera Ronda        | U. D. Salamanca               | 2-4                 |             | 2-4         |  |
| 1986-87   | Segunda ronda        | Cultural y Deportiva Leonesa  |                     | 1-2         | 1-2         |  |
| 1992-93   | Segunda ronda        | C. F. Palencia                | 1-4                 | 1-5         | 2-9         |  |
| 1999-00   | 1/64                 | Universidad L. P. G. C. C. F. | 1-0                 |             | 1-0         |  |
| 1999-00   | 1/32                 | Sporting de Gijón             | 0-0                 | 1-2         | 1-2         |  |
| 2004-05   | 1/64                 | Sestao River                  | 0-1                 | 2-0         | 2-1         |  |
| 2004-05   | 1/32                 | Athletic Club de Bilbao       | 0-1                 |             | 0-1         |  |
| 2006-07   | 1.ª Ronda            | C. D. Universidad de Oviedo   | 2-0                 |             | 2-0         |  |
| 2006-07   | 1/64                 | F. C. Cartagena               | 3-1                 |             | 3-1         |  |
| 2006-07   | 1/32                 | Burgos C. F.                  |                     | 2-2 → p 6-5 | 2-2 → p 6-5 |  |
| 2006-07   | 1/16                 | Sevilla F. C.                 | 0-1                 | 0-3         | 0-4         |  |
| 2017-18   | 1.ª Ronda            | Pontevedra C. F.              | 2-0                 |             | 2-0         |  |
| 2017-18   | 1/64                 | Marbella F. C.                |                     | 2-1         | 2-1         |  |
| 2017-18   | 1/32                 | SD Ponferradina               | 0-1                 |             | 0-1         |  |
| 2019-20   | Primera Ronda (1/64) | Elche C. F.                   | 0-2                 |             | 0-2         |  |
| 2020-21   | Primera Ronda (1/64) | Gerona F. C.                  | 0-2                 |             | 0-2         |  |
| 2021-22   | Primera Ronda (1/64) | R. C. D. Mallorca             | 0-2 pr              |             | 0-2 pr      |  |
| 2023-24   | Primera Ronda (1/64) | Sestao River                  | 3-4 pr              |             | 3-4 pr      |  |
| 2024-25   | Primera Ronda (1/64) | C. P. Cacereño                |                     | 1-2 pr      | 1-2 pr      |  |

## Afición
El club cuenta con 750 socios en la temporada 2020-21. La afición de la Gimnástica Segoviana es fiel. Alrededor del club existen varias peñas, entre las que destacan la más veterana, de los Segovirras, con más de 25 años de antigüedad. Otras peñas del club son: "Dani Calleja", "El gol psicológico", "Los del Var", "Segorenzos", "Los Melonares" o la "Peña Gimnástica de Madrid"
En la temporada 2022-23 en segunda federación el club cuenta con más de 1000 socios

## Cantera
La Gimnástica Segoviana C. F. "B" jugó varias temporadas en Regional, pero el club decidió en 2014 no inscribir al equipo debido a los numerosos gastos que ocasionaba desplazarse por toda la geografía de Castilla y León, y la mala situación económica del club de la capital del acueducto.